# 38. nordlige breddekreds
Den 38. nordlige breddekreds (eller 38 grader nordlig bredde) er en breddekreds, der ligger 38 grader nord for ækvator. Den løber gennem Middelhavet, Europa, Asien, Stillehavet, Nordamerika og Atlanterhavet.
Efter 2. verdenskrig deltes Korea ved den 38. breddegrad, og efter Koreakrigen ligger grænsen mellem Nord- og Sydkorea nær denne bredde.